# Naser-e Khosrow
Naser-e Khosrow, (in persiano ابومعین ناصر بن خسرو بن حارث قبادیانی‎, in tagico Носири Хусрав?) (Qobadiyan, 1004 – Yamgan, tra il 1072 e il 1088), è stato un poeta, teorico e missionario ismailita persiano dell'XI secolo.
Nato nel 1004 a Qobadiyan, ebbe qualche incarico si dice presso Chaghri Beg Daud, uno dei primi sovrani della dinastia selgiuchide. A 42 anni a seguito di un sogno rivelatore, fu preso dall'ansia di cercare una risposta definitiva alle sue ansie e inquietudini: abbandonò tutto e iniziò a viaggiare in Persia, Siria, Palestina, Arabia, giungendo infine in Egitto, dove sin dal 973 la dinastia ismailita dei Fatimidi aveva instaurato una potente teocrazia, rivale dei califfi abbasidi di Baghdad.
Di questo viaggio avventuroso è testimonianza preziosa il suo Safar-name (Il libro di viaggio). In Egitto pare venisse iniziato alla "eresia" dell'Ismailismo, una forma estrema dello Sciismo. Tornato nell'Oriente persiano, inizia un'intensa attività di missionario-propagandista (dāʿī) del nuovo verbo, ma raccolse ostilità crescenti e venne infine esiliato intorno al 1062 a Yamgan dove morì tra il 1072 e il 1088 lasciando una fiorente comunità ispirata ai suoi insegnamenti.
Ingegno brillante, studioso di ogni branca delle scienze, è autore di trattati in arabo tra cui spicca il Kitāb jamiʿ al-hikmatayn (Il libro compendiante le due saggezze) che si proponeva - nella tipica prospettiva dell'Ismailismo antico - di conciliare la saggezza filosofica e quella rivelata, la scienza e la gnosi, facendo della prima una propedeutica alla seconda. Altri trattati scrisse in persiano tra cui un Ketāb-e goshayesh o rahayesh (Il libro della liberazione), importante anche per lo studio della prima prosa scientifico-filosofica nell'ambito della letteratura persiana; scrisse inoltre, sempre in persiano un celebre poema didattico, il Rowshana'i-name (Il libro della luce) che, in versi, interpreta la struttura del cosmo in chiave emanatistica e neoplatonizzante; egli è autore anche di un brillante Divān (canzoniere) composto da qaside ispirate a temi filosofici e gnostici.

### Traduzione italiane
- Naser-e Khosrow, Il Libro dello scioglimento e della liberazione, a cura di P. Filippani-Ronconi, Istituto Universitario Orientale, Napoli 1959
- Naser-e Khosrow, Il libro della Luce, a cura di C. Saccone, in "Studia Patavina. Rivista di scienze religiose", 37 (1990) 3; Il Libro della Luce (Rowhana'i-name), a cura di C. Saccone, Centro Essad Bey, Padova 2015 (ebook Amazon -Kindle Edition)
- Naser-e Khosrow, Il viaggio, a cura di A. Magi, in Quaderni dell'Ist. Culturale della Rep. Isl. d'Iran in Italia", 2 (1991)